# Apolygus rhamnicola
De Sporkehoutschaduwwants (Apolygus rhamnicola) is een wants uit de familie van de blindwantsen (Miridae). De wetenschappelijke naam werd gepubliceerd door Reuter in 1885.

## Uiterlijk
De ovale wants is macropteer (langvleugelig) en kan 5,5 tot 6 mm lang worden. Het lichaam is bruinrood van kleur en is bedekt met kleine lichte haartjes, het scutellum is vaak wat lichter geel. De pootjes zijn ook bruinrood tot geel van kleur. De antennes zijn eveneens geel tot bruinrood. Het tweede antennesegment is gedeeltelijk zwart en het derde en vierde segment zijn vaak donkerder van kleur.

## Leefwijze
De soort overwintert als eitje en kan van mei tot september gevonden worden op sporkehout (Rhamnus frangula). Er is een enkele generatie per jaar.

## Leefgebied
De wants komt voor in Europa en is in Nederland niet zeldzaam langs bosranden en houtwallen. Op de Waddeneilanden en langs de kust wordt de soort niet gevonden.